# كريستو فان رينسبورج
كريستو فان رينسبورج (بالإنجليزية: Christo van Rensburg)‏ مواليد 23 أكتوبر 1962 في جنوب أفريقيا، هو لاعب كرة مضرب جنوب أفريقي سابق بدأ مسيرته كمحترف سنة 1983 وكان يلعب باليد اليمنى، اعتزل اللعب في 1997. كما أنه أحد أبطال الجراند سلام. أعلى تصنيف له في الفردي كان المركز الـ 19 في سنة 1988. سبق أن شارك في دورة الألعاب الأولمبية الصيفية.

## روابط خارجية
- كريستو فان رينسبورج على موقع رابطة محترفي التنس (الإنجليزية)
- كريستو فان رينسبورج على موقع الاتحاد الدولي لكرة المضرب (الإنجليزية)
- كريستو فان رينسبورج على موقع كأس ديفيز (الإنجليزية)
- كريستو فان رينسبورج على موقع خلاصة التنس.كوم (الإنجليزية)
- كريستو فان رينسبورج على موقع اللجنة الأولمبية الدولية (الإنجليزية)
- كريستو فان رينسبورج على موقع أوليمبيديا (الإنجليزية)